# Miquel López Sebastián
|  | Per a altres significats, vegeu «Miquel López (desambiguació)». |

Miquel López Sebastián (Villarroya de la Sierra, Comunitat de Calataiud, Aragó, 1669 - 1723) fou un compositor aragonès, monjo del monestir de Montserrat i un dels músics més rellevants de la Catalunya del barroc.
La desaparició, el 1811, dels documents de l'època antiga i de tota la música escrita que se'n conservava al monestir de Montserrat fa molt difícil de poder fer-ne una biografia completa i exacta. Encara queden per estudiar els fons d'altres monestirs amb els quals es va relacionar el pare López, i no sabem res sobre les causes de l'amistat que l'uní amb personalitats com el marquès de Navamorcuende i amb el comte de Çavellà, o de la coneixença amb Francesc Valls i d'altres autoritats musicals del seu temps. Les principals fonts conservades són els dos llibres de vesticions d'hàbit (1666-1832) i de professions (1682-1833) i el llibre de procures conservats a l'arxiu de Montserrat; el Breve tratado del Seminario de los niños escolanes del pare Manuel Noviala (1726), ms. 964 de la Biblioteca de Montserrat; i el llibre de Visitas del monasterio de S. Martín de Madrid (1680-1760) conservat a la parròquia de San Martín d'aquesta ciutat; la Miscelània Musica, ms. 37 de l'Orfeó Català, que conté gairebé tota la producció musical del pare López, sovint datada; els quatre fulls originals impresos sobre la qüestió de Francesc Valls (1718-1719), i finalment la Història inèdita de Montserrat (c. 1713) publicada per Anselm Albareda al vol. IV (1920-21) dels Analecta Montserratensia, la qual ha de ser atribuïda al mateix Miquel López. Aquest material, aparentment abundós, és, però, molt escàs en referències personals.

## Primers anys: escolà i novici de Montserrat
El document que en dona més dates precises dels orígens és l'autògraf conservat en el llibre de vesticions del monestir. L'escriu als seus 15 anys, el dia de la presa d'hàbit de monjo de Montserrat. Diu així:
| « | Yo, Fr. Miquel Pablo López, natural de Villaroya, Arzobispado de Tarazona, hijo legítimo de Francisco López y de María Sebastián su muger, Tomé el Ábito de Monge de Nuestro Glorioso Padre San Benito en ese Monasterio de Nuestra Señora de Montserrate de la orden del mismo Santo, con ánimo de perseverar con el fabor divino todos los dias de mi Vida, a 15 de octubre, Año de 1684, siendo de Edad de 15 años y 8 meses y 15 dias a las 4 de la tarde. Fr. Miguel Pablo López. | » |

Així, nasqué el primer de febrer del 1669 a Villarroya de la Sierra, poble situat a 19 quilòmetres de Calataiud, entre Saragossa i Tarassona, inclòs en l'arquebisbat d'aquesta última seu. Els seus antecedents familiars són desconeguts. Se n'ha conservat la partida del baptisme (Llibre III de baptismes, Fol. 668, de l'Arxiu de la Parròquia de Sant Pere de Villarroya de la Sierra), que diu:
| « | En 14 de febrero de 1669 bapticé yo, Juan Francisco de Puertas, con licencia del VIcario Moss. Juan López, Vicario de esta Parroquial del Sr. San Pedro a Pablo, hijo de Francisco López y de María Sebastián, cónyuges. Fueron sus Padrinos Mossen Juan Bercebal y Orosia Cricio, Viuda de Abardicando | » |

Miquel López entrà al noviciat del monestir de Montserrat als quinze anys, però després d'haver passat uns anys a l'Escolania. El pare Noviala, en l'obra citada, és el primer que ens els dona a conèixer com a antic escolà, i com a membre de la capella, cosa exclusiva dels monjos antics escolans. És freqüent, durant els segles XVII i XVIII, de trobar a Montserrat monjos i escolans provinents de l'Aragó, com Mateu Valdovín (1620-1705), de Saragossa, o el pare García, de Sellas d'Osca (1651-1707).
Cap als nou o deu anys, el 1678 o 1679, Miquel López entrà a l'Escolania, on romangué fins al 1684. Possiblement, es trobà encara amb el mestratge de Joan Cererols (1618-1680) i amb el del monjo Joan Garcia, el seu successor, bon organista i compositor, i el ja esmentat Mateu Valdovín. Al cap d'un any i mig de noviciat, el jove López emetia els vots monàstics amb la fórmula que ha deixat autògrafa en el llibre de professions del monestir:
| « | Ego Frater Michael López, oppido Villarroya, Diecesis Tirasonensis, promitto Stabilitatem meam prepetuæ inclusionis, et conversionem morum meorum, et obedientiam coram Deo et Sanctis eius, secundum Regula Sanctissimi Patris Nostri Benedicti Abbatis, in hoc Monasterio Sanctæ Mariæ de Monte Serrato, ordinis eiusdem Sancti, in presentia Reverendi Admodum Patris fratis Machael Pujol, eiusdem Monasterii Abbatis, et sub obedientia Reverendissimi Patris Nostri fratis Anselmi de la Torre, totius Conregationis Generalis. Die 19 Aprilis Anno Domini 1686. Fr. Michael López | » |

## Primers anys a Montserrat i estudis a San Martín de Madrid
En el llibre d'actes capitulars, comença a aparèixer el nom de López dels de l'1 de novembre de 1685. Tot just acabava de fer l'any de noviciat, però encara no havia professat; per tant, encara no formava part de la comunitat benedictina. Continua constant en les Actes del 18 del mateix mes de novembre, dels mesos de juliol, setembre i novembre del 1686. El 1688, el seu nom consta als mesos de gener, maig, juliol, agost i setembre. El mes d'abril d'aquell mateix any, als 17 anys, es troba al monestir de San Martín de Madrid, potser ocasionalment per preparar-hi la seva anada definitiva l'any següent. De fet, conviu, si més no alguns dies o potser algun mes, amb aquella comunitat, i fins i tot hi acompleix l'ofici de lector. Així, en haver de llegir les actes de la visita d'aquell monestir, feta el 27 de juliol de 1687 per l'abat general de la Congregació de Valladolid d'Espanya i d'Anglaterra, Fr. Anselm de la Torre, sota la firma del lector anterior, escriu: Leý esta visita al Santo convento en 6 de abril de 1688 años y lo firmé. Fr. Miguel López.
El retorn a Montserrat fou poc després, perquè el mes de maig mateix assisteix a un acte capitular de la comunitat montserratina. La seva estada al monestir durant els anys 1686-1689 es pot anar seguint a través de les actes capitulars, fins al setembre del 1689. Ja no constava a la del mes de novembre d'aquell any i no el retrobem fins al novembre del 1697. En canvi, el 16 de desembre del 1689 torna a aparèixer al llibre de visites del monestir de San Martín, firmant, com l'any anterior, la lectura de l'última visita. Aquesta va ser feta per l'abat de Silos, e 16 de juny de 1688. Des de d'aquesta data, i en el mateix llibre de visites, firmarà onze vegades més.
Miquel López passa set anys sencers a San Martín de Madrid, on segueix els estudis teològics i eclesiàstics en general, i sens dubte completa la formació musical relacionant-se amb els bons mestres de la Capella Reial i el monestir de les Descalzas Reales. Juntament amb la pràctica de l'orgue, comença a dedicar-se també a la composició. Les tres primeres obres datades que se'n conserven són del 1696, l'últim any d'estada a Madrd: dos "llenos" sobre el Sacris solemniis, i un villancet al santíssim: "Fuego, nazca el incendio". Totes elles marcades encara per una gran influència de la música del segle xvii. Podria ser seu un villancet de les mateixes característiques que porta el nom de "Michael López": "Noche más clara que el dia fos d'aquesta època".

## Mestre de l'escolania i compositor
El fet que des del 1697 comencen a multiplicar-se les obres compostes per ell (35 datades a Montserrat fins al 1703) fa suposar que tenia l'obligació de subvenir a les necessitats musicals del culte, com a responsable principal. El treball realitzat per López durant la primera etapa del seu magisteri es pot apreciar en part a través de les copioses obres que escriví durant aquell temps. No ens queda, però, cap testimoni dels deixebles que passaren aquells anys a l'escolania, que foren segurament molts, però que no es quedaren, com en altre temps, al monestir, a causa de les moltes dificultats que trobaven per part dels superiors castellans. Ha romàs, però, el nom de Josep Rocabertí i Llupià, Comte de Çavellà, compositor que ha deixat un bon nombre d'obres.
La seva producció a Valladolid no va ser copiosa: cinc peces per a orgue, quatre villancets per a tenor sol, violó i acompanyament, un d'aquest compost amb motiu de la canonització de Sant Fèlix de Cantalice (1712); potser altres peces d'orgue són d'aquesta època. És comprensible que compongués poc, almenys per a veus, ja que al monestir de Valladolid era prohibida tota mena de música polifònica. La Salve Regina per a tres cors, composta aquells anys, és una excepció i podria anar destinada a Montserrat o bé a qualsevol altre lloc capaç d'executar-la.
Per les obres datades i compostes a Valladolid, sembla que López no té cap obra datada entre 1705 i 1714; no es pot assegurar, però, que no s'hi trobés durant aquest temps. El 1715, amb la visita de l'abat general Melchor de Morales, al monestir de Montserrat, sembla que comenci l'apaivagament de la maltempsada.

## Mestre de l'escolania per segona vegada
Les obres datades que compongué aquells anys són a doble cor i orquestra, prova de l'estat normal en què es trobava l'Escolania i la Capella, potser impulsada principalment per ell mateix. La Missa Defunctorum, composta el 1716, és potser la més completa i de més envergadura de totes les seves composicions. Un dels fruits que donà durant aquest trienni foren els deixebles que després vestiren l'hàbit de monjo, entre els quals es poden comptar Plàcid Jordi, Josep Beltan, Jaume Duran i Benet Esteve. Aquest darrer fou mestre de l'escolania del 1734 al 1759, i preparà el reflotament musical de la segona meitat del s. XVIII amb el mestres Josep Antoni Martí, Benet Julià i Ros, Anselm Viola i Narcís Casanovas.
Fou el 1715, quan López ja devia estar a Montserrat, que començà la famosa polèmica sobre un fragment de la Missa Scala Aretina de Francesc Valls, amb la "Censura" de Fregorio Porteria. En seguiren d'altres, i la disputa durà des de 1715 al 1737, amb una vuitantena d'escrits. López no restà indiferent a la polèmica: escriví quatre respostes, dirigides a Joaquín Martínez, organista de Palència, datades el 1718 a Montserrat. Quan compongué la quarta (5 de gener de 1719) es trobava al monestir de San Juan de la Peña; aquesta última data i lloc de residència amb la persistència de composicions, divuit en total, fetes al mateix monestir de San Juan de la Peña i al Reial Monestir de Sant Victorià d'Assan durant el 1719, ens fa creure que passà tot aquell any, o gran part d'ell, fora de Montserrat.

## Darrers anys
El ms. 37 de l'Orfeó Català, conté la major part del seu repertori compositiu, entre les quals les tres darreres obres que escriví a Montserrat el 1720. Ell devia continuar al monestir, no sabem si exercint o no el càrrec de mestre de l'escolania i de la capella, fins al 25 de febrer de 1722, data en què fou nomenat Procurador de la Casa de Montserrat a Alcanyís, on succeí al P. Mauro Pérez. Exercí aquest càrrec fins a la seva mort ocorreguda el 1723, a Saragossa, potser a la casa que Montserrat hi tenia des del 1576. En són desconegudes la data i les causes d'aquest traspàs, sobrevingut als seus 54 anys.
Miquel López, morí al poble on havia nascut, lluny de Montserrat, on havia estat digne continuador dels seus predecessors i mestre exemplar per als seus successors en l'Escola de Música de Montserrat.